# Helianthus praetermissus
Helianthus praetermissus es una supuesta especie de girasol norteamericana rara y probablemente extinta, conocida por los nombres comunes de girasol de Nuevo México y girasol perdido. Se conoce a partir de un solo espécimen recolectado en 1851 en el condado de Cibola en el oeste de Nuevo México, y no se ha visto desde entonces.

## Descripción
El girasol perdido era una flor anual con un tallo delgado de 90 cm. La planta tenía una sola flor.